# Griffin McDaniel
Griffin Connor Isip McDaniel (* 30. März 2000 in Orange County, Kalifornien, Vereinigte Staaten), kurz teils auch nur Finn McDaniel genannt, ist ein philippinisch-US-amerikanischer Fußballspieler, welcher hauptsächlich auf der Position eines Mittelstürmers eingesetzt wird.

## Karriere

### Verein
Nachdem er in der Mannschaft der Norco High School kickte, spielte er nebenbei auch beim Sport Club Corinthians USA und besuchte später die California Baptist University, wo er für die dortigen Baptist Lancers über zwei Jahre spielte und einige Einsätze absolvierte. Im Sommer 2020 begann er für den philippinischen Klub Stallion Laguna zu spielen, bei welchem sein Vater Clint McDaniel als Co-Trainer fungiert. Sein Debüt gab er am 2. Spieltag, dem 31. Oktober 2020, bei einer 1:2-Niederlage gegen den Maharlika Manila FC, bei welchem er in der Startelf stand und zur 75. Minute für Jayvee Kallukaran ausgewechselt wurde. Nach der durch die COVID-19-Pandemie recht kurzen Saison 2020 musste er einige Zeit warten, bis es mit der Saison 2022/23 wieder eine neue Spielzeit gab – hier bekam er nun auch mehr Einsätze und erzielte am 4. Spieltag sein erstes Tor in der Liga.
Seine beste Saison folgte mit der Spielzeit 2024, als ihm in 12 Einsätzen 17 Treffer und sieben Vorlagen gelangen. Dies war der Top-Wert für seine Mannschaft und reichte für den ligaweit dritten Platz auf der Torschützenliste nach Saisonende. Weiter sammelte er auch erste Einsätze im AFC Cup, wo seine Mannschaft zwar nach der Gruppenphase ausschied, er aber in allen Spielen gesetzt war und drei Treffer erzielte. 

### Nationalmannschaft
Mit der U22-Auswahl nahm er an den Südostasienspielen 2019 teil und debütierte hier bei der 1:2-Auftaktniederlage gegen Myanmar. Nach diesem Turnier war er mit der nun zu einer U23-Auswahl gewordenen Mannschaft bei der AFF U-23 Championship 2022 und absolvierte hier zwei Partien.
Sein Debüt für die A-Nationalmannschaft bestritt er am 28. März 2023 bei einer 0:4-Freundschaftsspielniederlage gegen Jordanien, bei welcher er zur 83. Minute für Javier Gayoso eingewechselt wurde. Ein weiterer Kurzeinsatz folgte am 11. Juni 2024 bei einer 0:2-Niederlage gegen Indonesien im Rahmen der Qualifikation für die Weltmeisterschaft 2026.

## Sonstiges
Seine beiden Schwestern Olivia und Chandler spielen ebenfalls Fußball und sind philippinische Nationalspielerinnen.